# Lissarca benthicola
Lissarca benthicola är en musselart som först beskrevs av Dell 1956.  Lissarca benthicola ingår i släktet Lissarca och familjen Philobryidae. Inga underarter finns listade i Catalogue of Life.